# 4. medicinska brigada (ZDA)
4. medicinska brigada (izvirno angleško 4th Medical Brigade) je bila medicinska brigada Kopenske vojske Združenih držav Amerike.

## Odlikovanja
- Meritorious Unit Commendation